# نبیله خاشقجی
نبیله خاشقجی (انگلیسی: Nabila Khashoggi؛ زادهٔ ۱۹ فوریهٔ ۱۹۶۲) هنرپیشه و خبرنگار اهل آمریکا است.
از فیلم‌هایی که وی در آن‌ها نقش داشته است، می‌توان به چشم بیوه اشاره نمود.